# Apis andreniformis
La abeja melífera chica oscura (Apis andreniformis) es una especie de himenóptero apócrito de la familia Apidae. Fue la segunda especie de abeja melífera reconocida. La biología, la distribución geográfica y el estatus específico fueron reconocidos por numerosos autores. Apis andreniformis fue separada de Apis florea recientemente, en virtud de que se hallaron lugares donde las especies viven simpátricamente. Ambas especies se distribuyen por toda la región tropical y subtropical de Asia: Sudeste de China, India, Birmania, Laos, Vietnam, Malasia, Indonesia, Filipinas (Palawan), Java, Borneo.

## Características
El carácter morfológico más sobresaliente es que las obreras tienen listas negras sobre la tibia y superficie dorsolateral del basitarso. La pigmentación de Apis florea es amarillenta, mientras que la de Apis andreniformis es negruzca. 
El índice cubital de Apis andreniformis es 6,37, mientras que el de A. florea es 2,86. La prósbocide de A. andreniformis tiene un largo de 2,80 mm, mientras que la de A. florea es 3,27 mm. Esta diferencia contribuye a particionar el recurso floral y el néctar en el tiempo. Hay diferencias en las barbas del estilete, en cuanto a la distancia entre ambas especies. El basitarso de los zánganos de ambas especies es un carácter diferencial.

## Historia natural
A. andreniformis nidifica en bosques, sin disturbios, en la oscuridad, con un 25 o 30 % de sol. El nido lo hace sobre brácteas de bambú, banano, arbustos o pequeños árboles como el de café, té. Los panales van de 0,7 mm a 90 mm de tamaño. Los nidos están a una altura de 1 a 15 m, con una media de 2,50 m. Tiene una conducta más defensiva que A. florea, atacando cuando se producen disturbios a 3 o 4 metros del nido.

## Varroasis
Los ectoparásitos de Apis andreniformis y Apis florea pertenecen al género Euvarroa. Euvarroa wongsirii ataca a Apis andreniformis, mientras que Euvarroa sinhai parasita a Apis florea y a Apis mellifera importadas a Asia. Ambas Euvarroa tienen diferencias morfológicas y biológicas. Mientras que E. wongsirii tiene una forma de cuerpo triangular y un largo y 47 a 54 micrómetros de largo, E. sinhai tiene una forma más redonda y 39 a 40 micrómetros de largo.